# Sumaira Zahoor
Sumaira Zahoor (in urdu سمیرا ظہور‎?; 15 agosto 1979) è un'ex mezzofondista pakistana.
Ha rappresentato il Pakistan in occasione dei Giochi olimpici di Atene 2004. Nella sua carriera ha inoltre partecipato a competizioni regionali e continentali, vincendo 3 medaglie ai Giochi dell'Asia meridionale e altre due medaglie ai Giochi islamici femminili, nell'edizione di Teheran del 2005.

Nel 2010 è stata sospesa per due anni a causa di doping dal Comitato sportivo pakistano, decretando così la fine della propria carriera.

## Record nazionali
- 1500 metri piani: 4'31"41 ( Islamabad, 5 aprile 2004)
- 1500 metri piani (indoor): 4'43"54 ( Teheran, 25 settembre 2005)

## Palmarès
| Anno | Manifestazione               | Sede      | Evento  | Risultato | Prestazione | Note             |
| ---- | ---------------------------- | --------- | ------- | --------- | ----------- | ---------------- |
| 2002 | Giochi asiatici              | Pusan     | 1500 m  | 9ª        | 4'41"57     |                  |
| 2004 | Giochi dell'Asia meridionale | Islamabad | 1500 m  | Argento   | 4'31"41     | Record nazionale |
| 2004 | Giochi dell'Asia meridionale | Islamabad | 4×400 m | Bronzo    | 3'46"10     |                  |
| 2004 | Giochi olimpici              | Atene     | 1500 m  | Batteria  | 4'49"33     |                  |
| 2006 | Giochi dell'Asia meridionale | Colombo   | 1500 m  | 5ª        | 4'38"99     |                  |
| 2006 | Giochi dell'Asia meridionale | Colombo   | 4×400 m | Bronzo    | 3'44"81     |                  |